# Calocera furcata
Calocera furcata (Elias Magnus Fries), 1821 ex Elias Magnus Fries, 1827) din încrengătura Basidiomycota, în familia Dacrymycetaceae și de genul Calocera este o specie saprofită de ciuperci necomestibile care cauzează mucegaiul brun în lemn mort prin descompunerea de celuloză. O denumire populară nu este cunoscută. În România, Basarabia și Bucovina de Nord trăiește în grupuri compacte de multe exemplare, crescând asemănător gazonului, adesea în smocuri, în păduri de conifere și mixte pe lemn căzut sau cioturi de brad argintiu, ienupăr sau larice, fiind destul de des întâlnită. Apare de la câmpie la munte, din iunie până în noiembrie (decembrie).

## Taxonomie

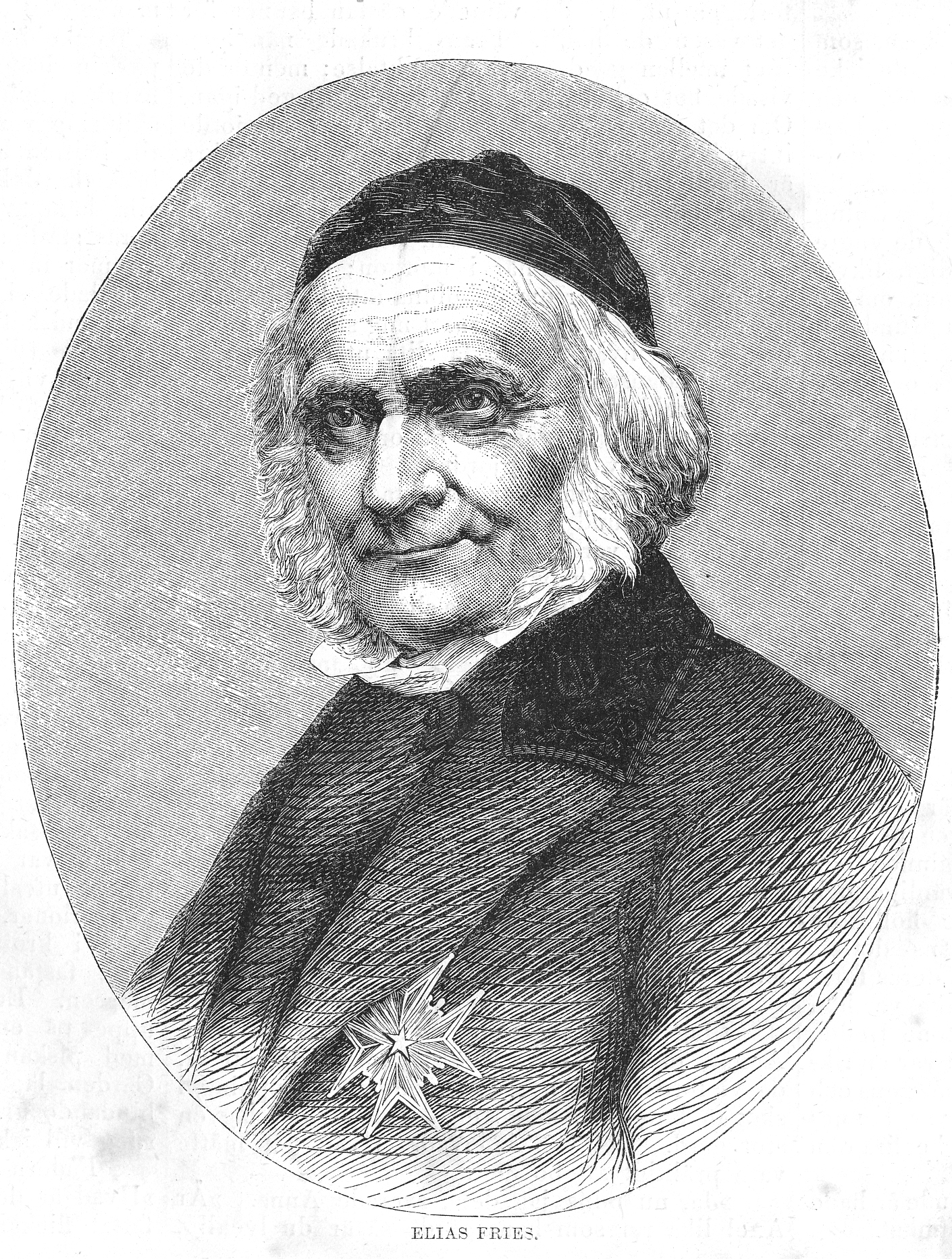
Elias Fries

Deja în 1806, naturalistul danez Jens Wilken Hornemann (1770-1841) a creat specia sub denumirea Clavaria mucida în Flora Danica (un atlas cuprinzător de botanică, care conține poze folio-dimensionale ale tuturor plantelor și ciuperci sălbatice originare din Danemarca, în perioada 1761-1883) a cărui editor a fost pe acest timp.  Dar, pentru că doar slab documentată, numele binomial sancționat este Clavaria furcata, determinat de renumitul savant suedez Elias Magnus Fries în volumul 1 al trilogiei sale Systema Mycologicum din anul 1821.
Tot el a transferat specia la genul creat de el, anume Calocera, sub păstrarea epitetului, de verificat în continuarea a 5-a a lucrării sale Stirpes agri Femsionensis din 1827, fiind numele valabil până în prezent (2021).
Alți taxoni referitori la această ciupercă nu există.
Epitetul este derivat din adjectivul latin (latină furcatus, -a, um=furcat, în formă de furcă, și: ramificat).

## Descriere

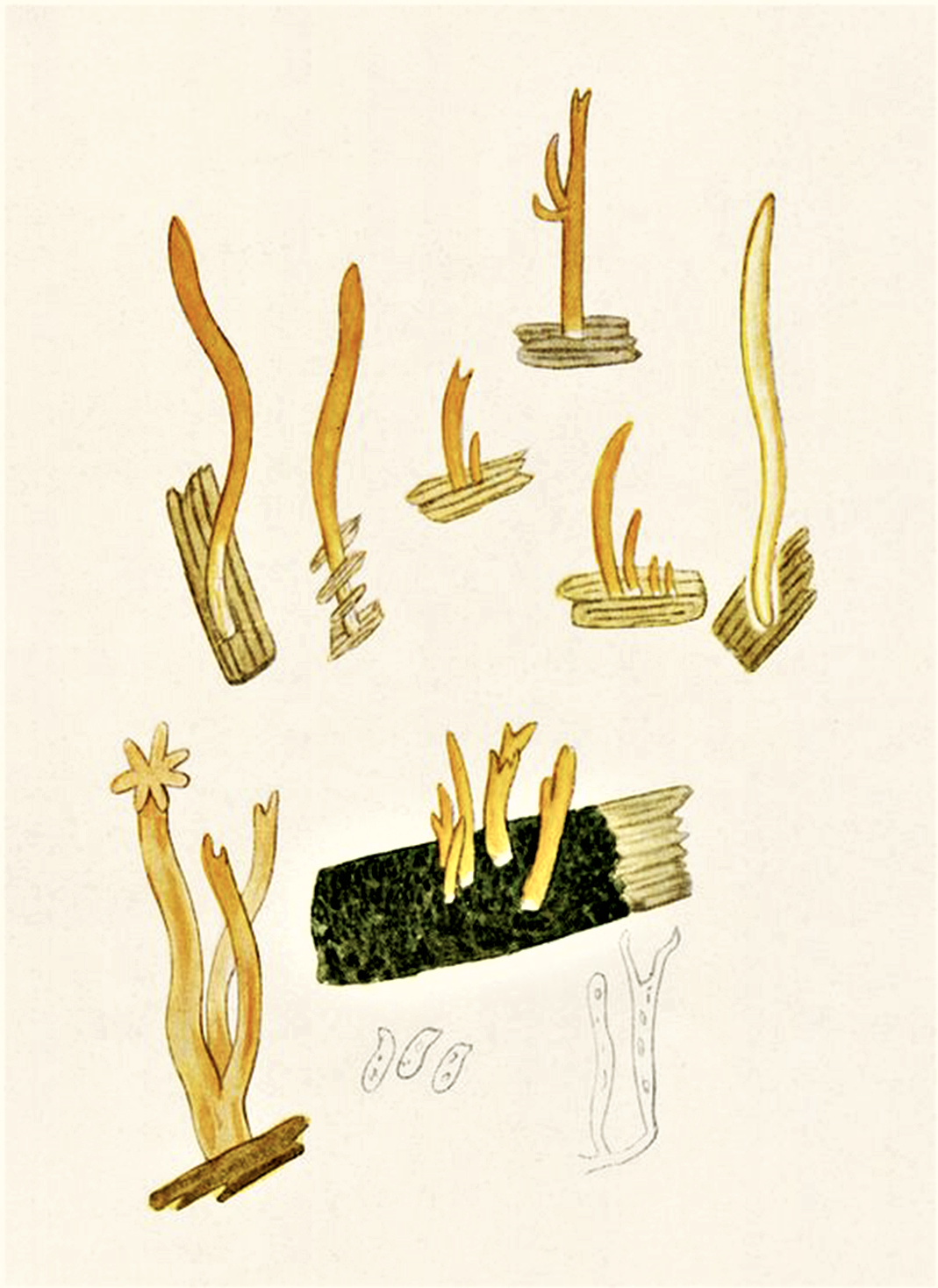
Bres.: Calocera furcata

- Corpul fructifer: cu o înălțime de 1-2,5 (3,5) cm și un diametru de 0,1-0,3 cm este elastic, pe exteriorul fertil lipicios-gelatinos, neted sau ușor încrețit longitudinal, având aspectul de sulă, dar, de asemenea, adesea lobat nu prea adânc în formă de cornuri sau ramificat în partea de sus. Coloritul este de la început până la bătrânețe galben deschis până galben-portocaliu.
- Piciorul: este indistinct cu trecerea spre corpul fructifer curgătoare, de culoarea părții fertile, dar se deosebește de el, fiind steril. Se înrădăcinează aproape mereu adânc în substrat.
- Carnea: de colorit ca corpul fructifer este flexibilă, tenace, cu părți gelatinoase, fără cartilagii în centru, mirosul fiind nesemnificativ și gustul blând.[3][4]
- Caracteristici microscopice: are spori netezi, dublu până triplu septați (cu 2-3 pereți celulari), alungit elipsoidali, puțin cocârjați (alantoizi), cu baza apiculată, ocazional constrânși sau umflați în centru, hialini (translucizi), neamilozi (nu se decolorează cu reactivi de iod), cu multe picături uleioase în interior și măsoară 7-10 × 4,5 x 5,5 microni. Pulberea lor care apare în masă este gălbuie.

Basidiile sub-cilindrice cu vârfuri adesea furcate adânc au o dimensiune de 30-40 × 3,5 x 5 microni.
Nu are cistide (elemente sterile situate în stratul himenal sau printre celulele din pielița pălăriei și a piciorului, probabil cu rol de excreție) și hifele speciilor europene nu prezintă cleme.
- Reacții chimice: nu sunt cunoscute.[3][4]

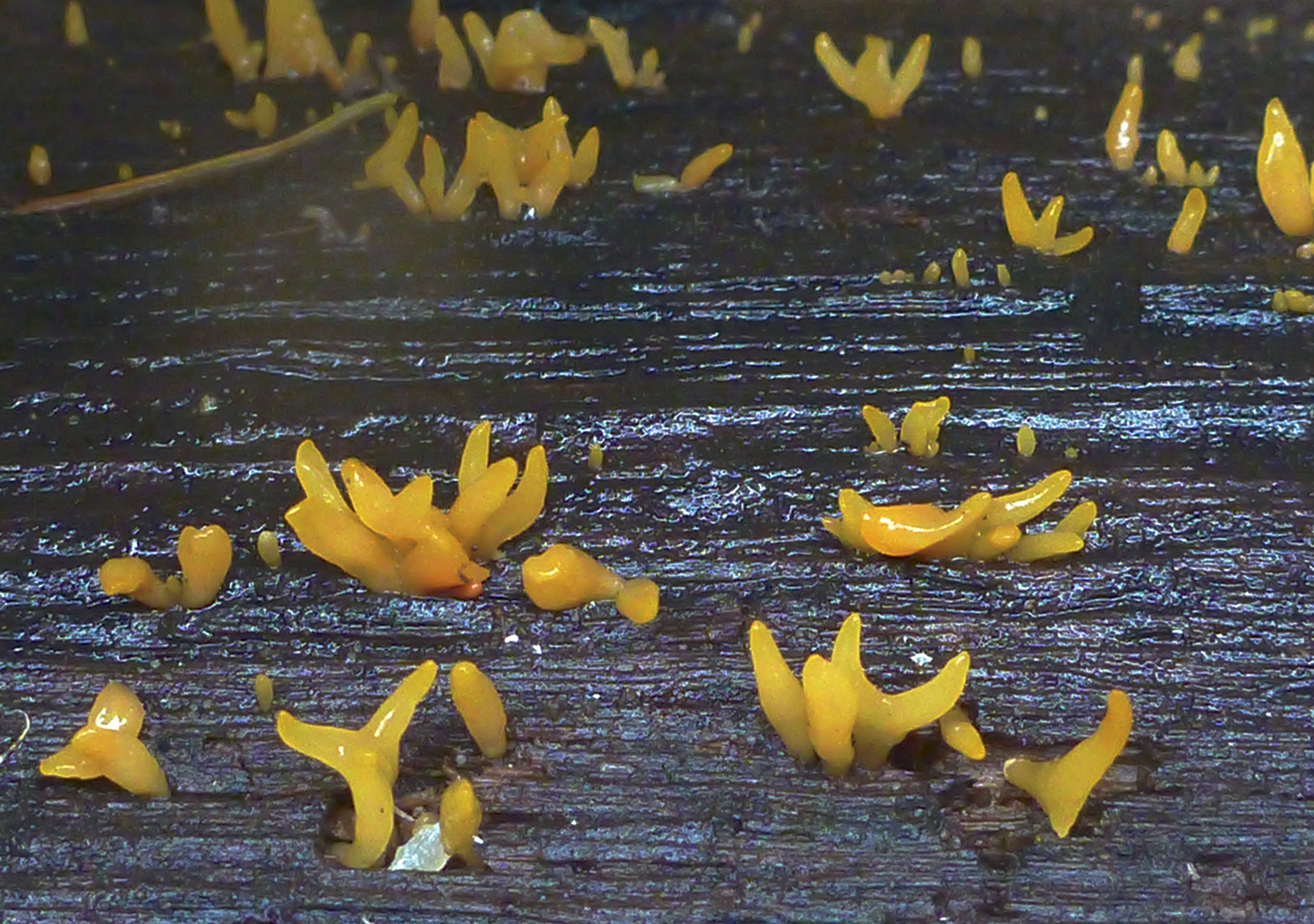
C. furcata tinere
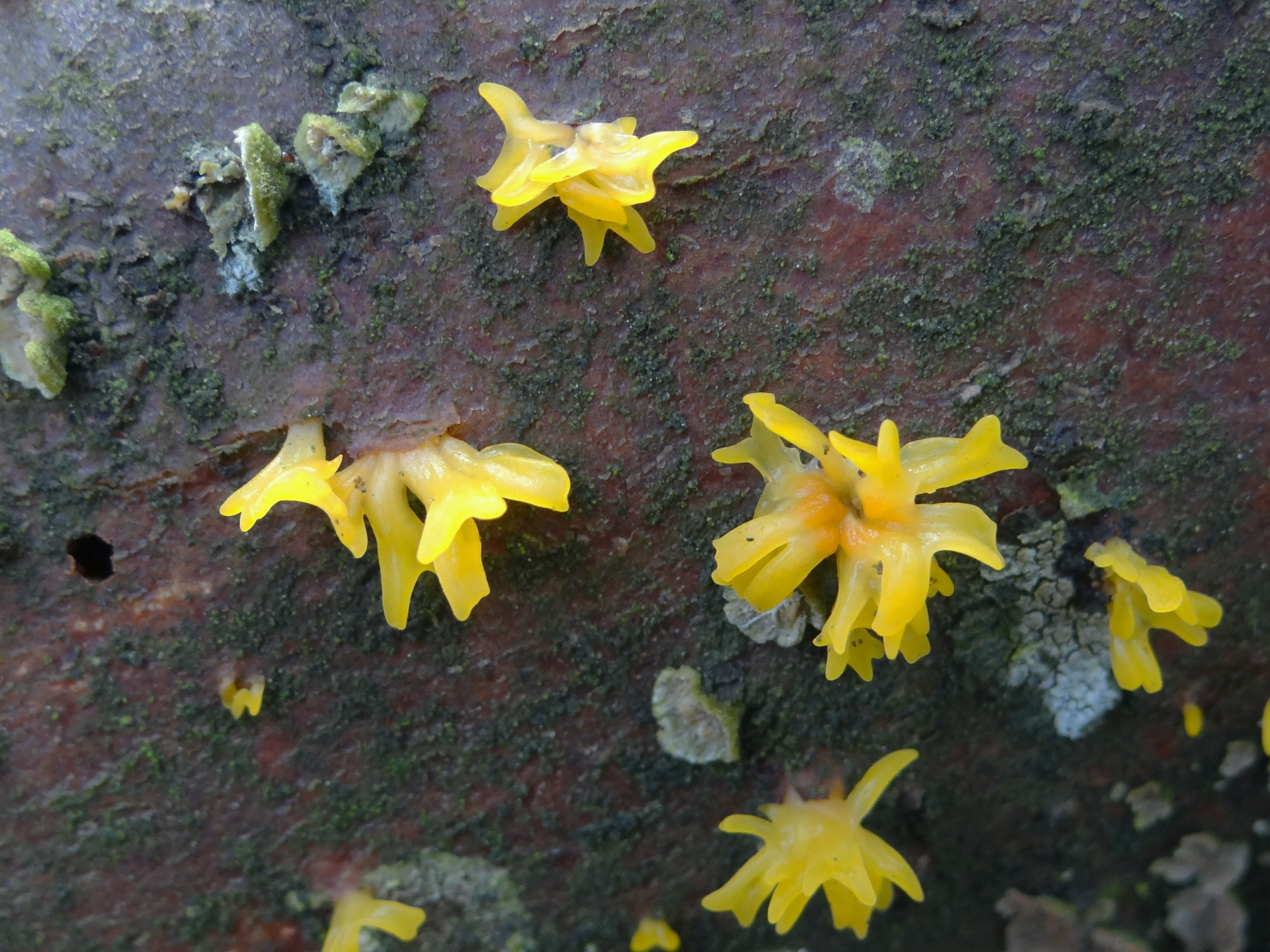
C. furcata mature

## Confuzii
Calocera furcata poate fi confundată cu alte specii inofensive, dar fără valoare culinară, cum sunt de exemplu Calocera cornea, Calocera glossoides, Clavaria argillacea, Clavaria fumosa, Clavulinopsis corniculataMacrotyphula fistulosa,, Multiclavula vernalis sau cu forme mai mici respectiv tinere ale Calocera viscosa, sau Clavaria fragilis sin. Clavaria vermicularis.

## Specii asemănătoare în imagini

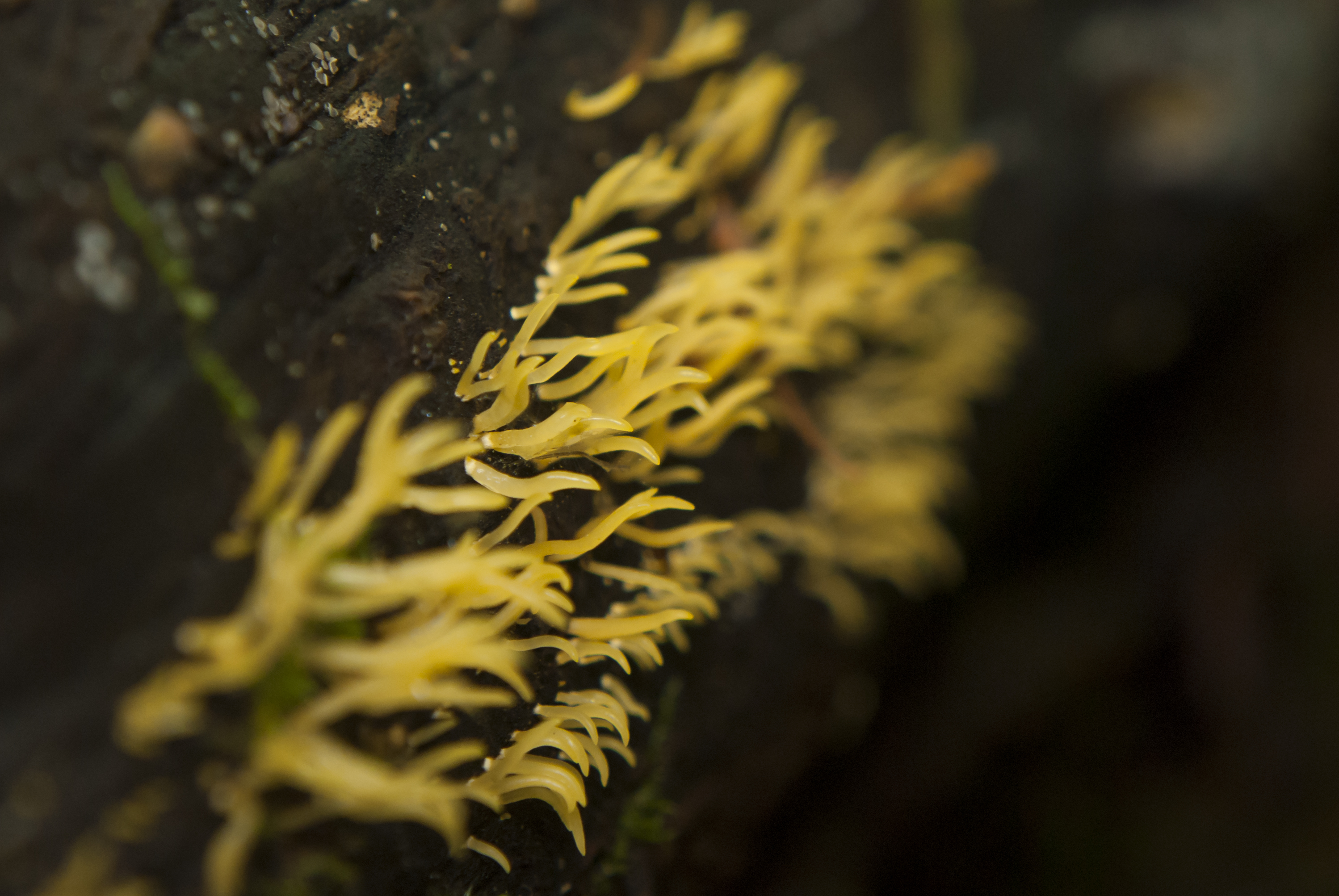
Calocera cornea
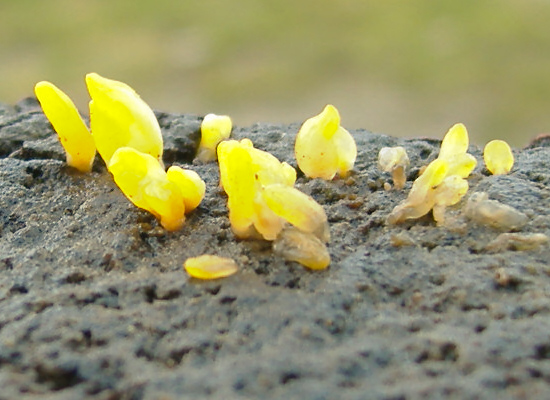
Calocera glossoides
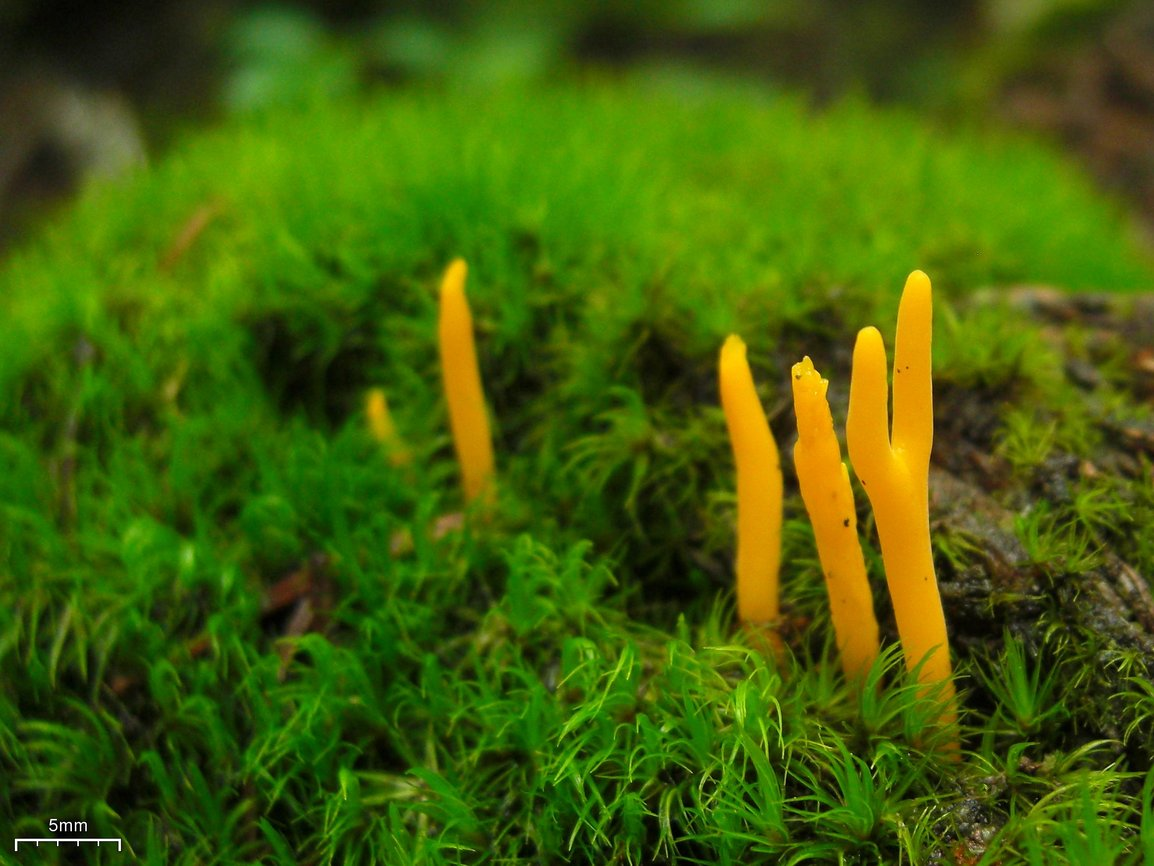
Calocera viscosa
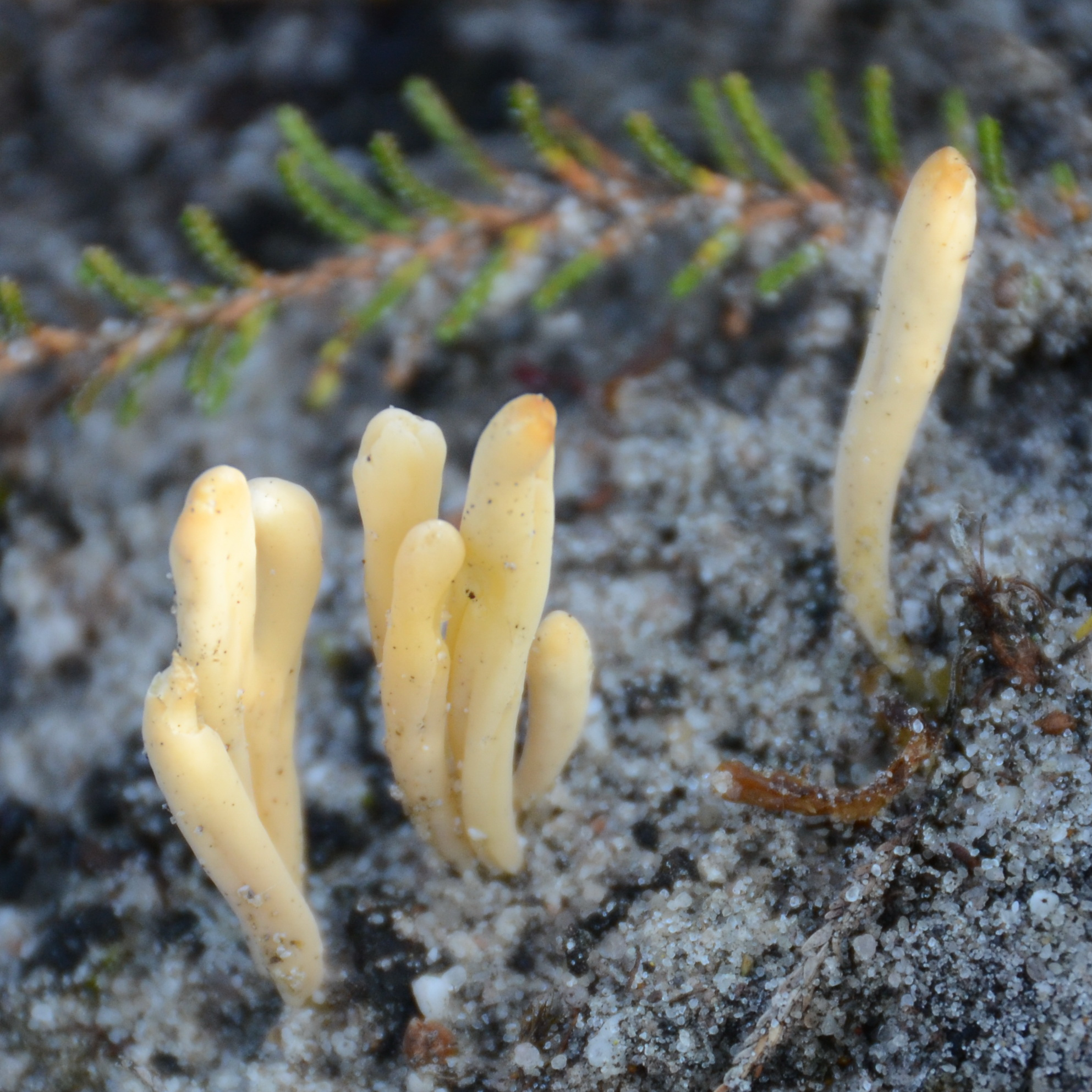
Clavaria argillacea
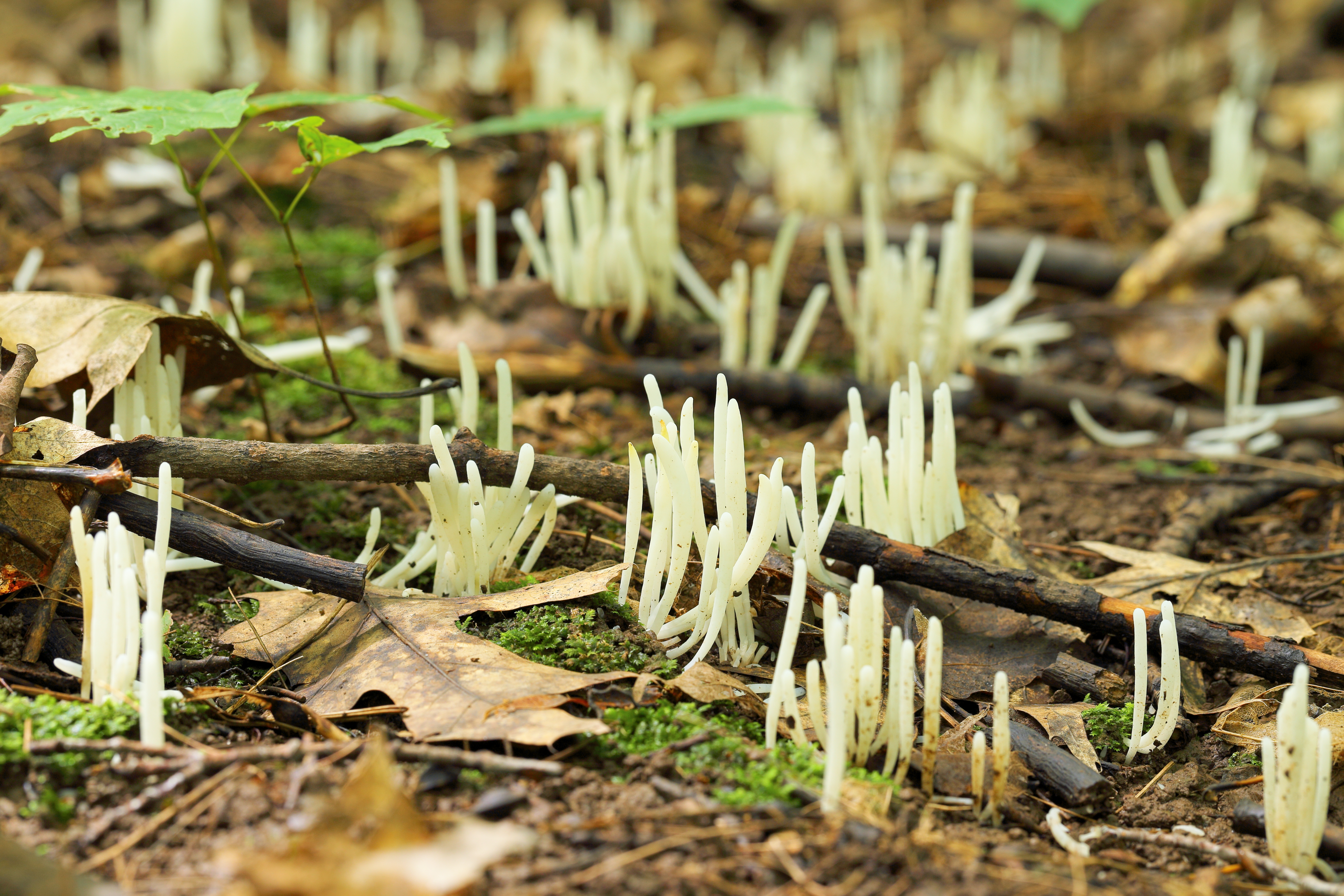
Clavaria fragilis
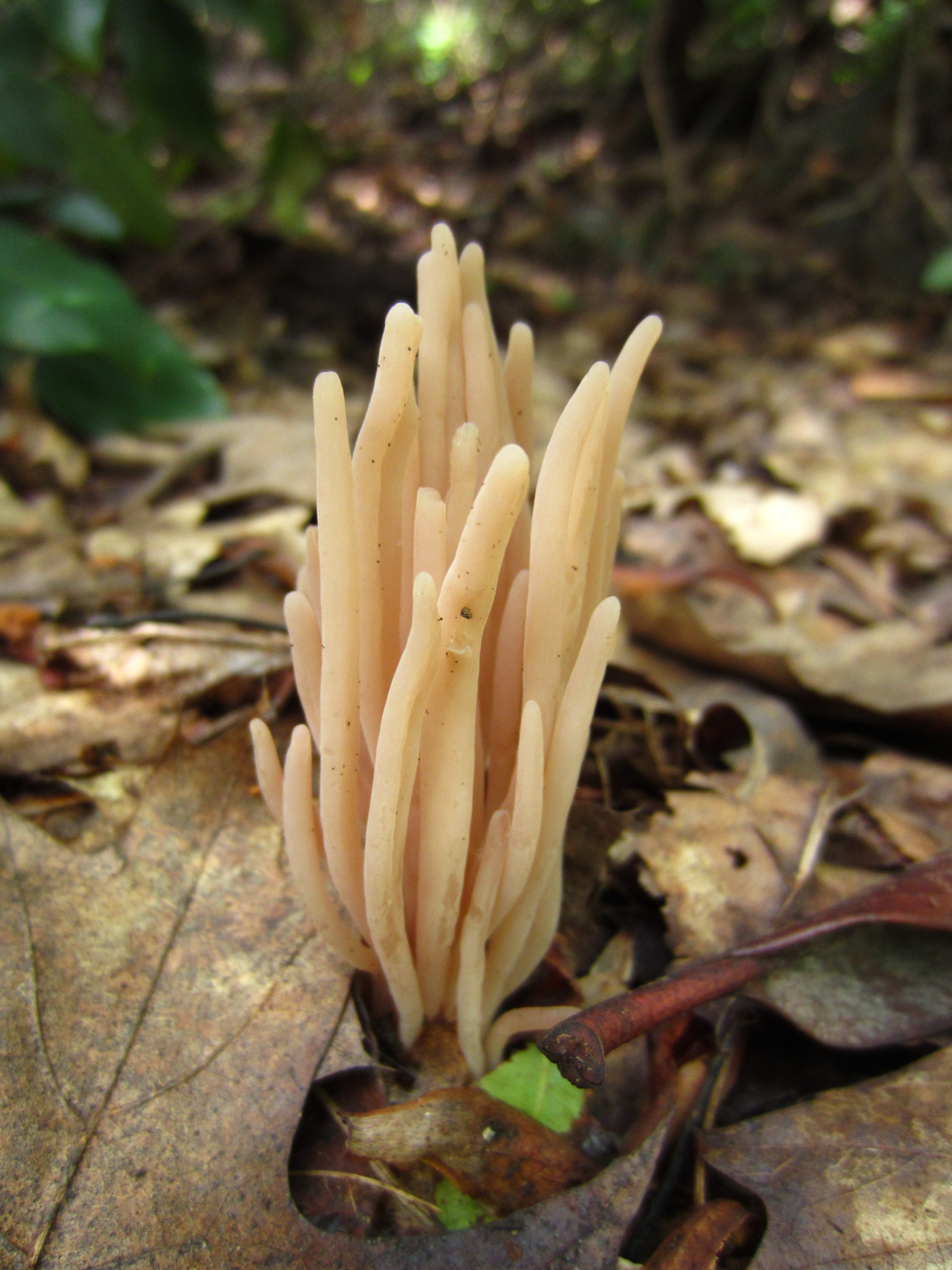
Clavaria fumosa
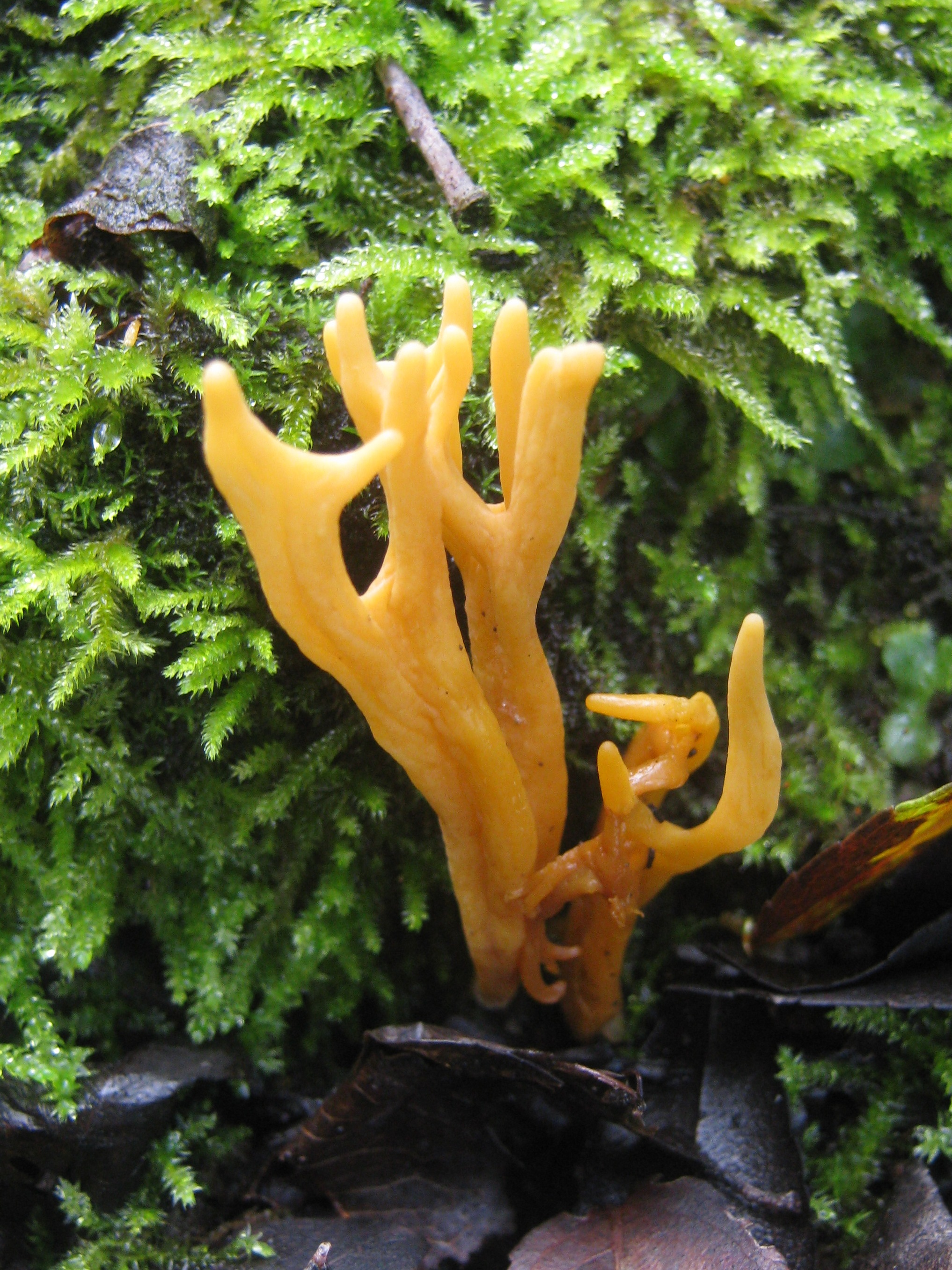
Clavulinopsis corniculata
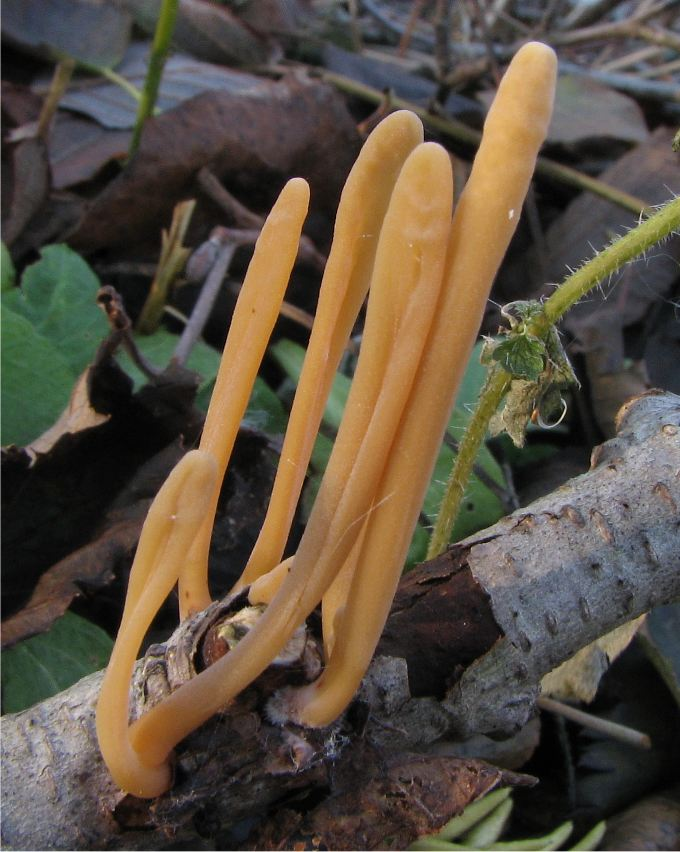
Macrotyphula fistulosa
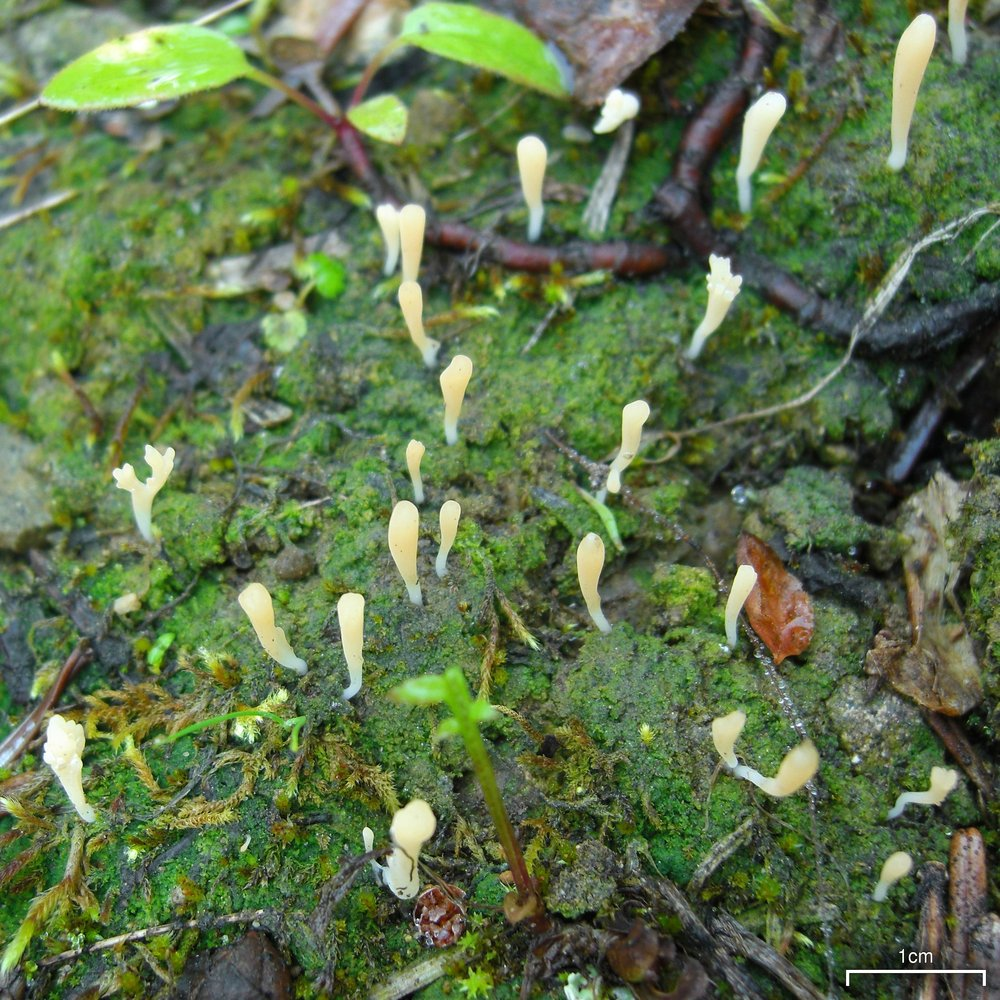
Multiclavula vernalis

## Valorificare
Această ciupercă neotrăvitoare nu este potrivită pentru consum, din cauza mărimii minore și a cărnii elastice. 